# Bandırmaspor
El Bandırmaspor es un equipo de fútbol de Turquía que juega en la TFF Primera División, la segunda categoría de fútbol en el país.

## Historia
Fue fundado el 5 de junio de 1965 en la ciudad de Bandirma de la provincia de Balikesir luego de la fusión de los equipos Idmanyurdu Genclik y Marmara Genclik, dos equipos aficionados de la ciudad como participante de la 2. lig.
En la temporada de 1966/67 el club llega a las semifinales de la Copa de Turquía donde fue eliminado por el Altay SK y al año siguiente fueron eliminados en los cuartos de final por el Galatasaray SK. El club termina en el lugar 15 en la temporada 1973/74 y desciende a la 3. lig tras nueve temporadas en la segunda categoría, aunque recuperó la categoría al año siguiente.
El club vuelve a descender en la temporada 1986/87 luego de once temporadas, regresando tres años después a la segunda división nacional, permaneciendo cuatro temporadas en segunda división hasta que vuelve a descender al finalizar la temporada 1992/93.
Luego de once temporadas finaliza en último lugar de la tercera división y desciende en la temporada 2003/04 al fútbol aficionado. Cuatro temporadas más tarde vuelve a la tercera división nacional, donde jugó hasta la temporada 2015/16 cuando logra su regreso a la TFF Primera División, en la cual solo estuvo una temporada hasta descender nuevamente.
Tras ser campeón del grupo rojo de la TFF Segunda División regresa a la TFF Primera División para la temporada 2020/21.

## Palmarés
- TFF Segunda División: 1

2019/20
- TFF Tercera División: 1

1974/75, 1988/89, 2009/10
- Liga Aficionada de Turquía: 1

2007/08